# Lätt mellanvikt i boxning vid olympiska sommarspelen 1992
Resultat från boxning vid olympiska sommarspelen 1992 och herrarnas lätta mellanvikt. Boxarna vägde under 71 kg. Tävlingarna arrangerades i Pavelló Club Joventut de Badalona i Barcelona.

## Medaljörer
| Klass           | Guld                     | Silver                        | Brons                       |
| Lätt mellanvikt | Juan Carlos Lemus · Kuba | Orhan Delibaş · Nederländerna | György Mizsei · Ungern      |
| Lätt mellanvikt | Juan Carlos Lemus · Kuba | Orhan Delibaş · Nederländerna | Robin Reid · Storbritannien |

## Resultat

### Första rundan
| Vinnare                    | Resultat       | Förlorare                |
| Första rundan              | Första rundan  | Första rundan            |
| -------------------------- | -------------- | ------------------------ |
| Igors Saplavskis (LAT)     |                | – BYE                    |
| Joseph Marwa (TAN)         |                | – BYE                    |
| Juan Carlos Lemus (CUB)    | 11-0           | Arkadiy Topayev (EUN)    |
| Markus Beyer (GER)         | 16-2           | Sililo Figota (NZL)      |
| Hendrik Simangunsong (INA) | 12-5           | Raymond Downey (CAN)     |
| György Mizsei (HUN)        | 13-4           | Fabrizio de Chiara (ITA) |
| Fao Francis Maselino (ASA) | RSCI-3 (00:54) | Hiroshi Nagashima (JPN)  |
| Furas Hashim (IRQ)         | 10-3           | Miguel Jiménez (PUR)     |
| Raúl Márquez (USA)         | 8-7            | David Defiagbon (NGR)    |
| Rival Cadeau (SEY)         | 5-3            | Mohamed Mesbahi (MAR)    |
| Orhan Delibaş (NED)        | 3-0            | Choi Ki-Soo (KOR)        |
| Chalit Boonsingkarn (THA)  | 16-2           | Lucas Franca (BRA)       |
| Ole Klemetsen (NOR)        | RSCH-1 (02:38) | Jorge Porley (URU)       |
| Noureddine Meziane (ALG)   | 7-0            | Syed Abrar Hussain (PAK) |
| Leonidas Maleckis (LTU)    | 13-6           | Salim Kbary (EGY)        |
| Robin Reid (GBR)           | KO-1 (00:58)   | Marcus Thomas (BRA)      |

### Andra rundan
| Vinnare                    | Resultat       | Förlorare                  |
| Andra rundan               | Andra rundan   | Andra rundan               |
| -------------------------- | -------------- | -------------------------- |
| Igors Saplavskis (LAT)     | 14-8           | Joseph Marwa (TAN)         |
| Juan Carlos Lemus (CUB)    | RSCH-1 (02:55) | Markus Beyer (GER)         |
| György Mizsei (HUN)        | 17-5           | Hendrik Simangunsong (INA) |
| Fao Francis Maselino (ASA) | RSCH-1 (00:44) | Furas Hashim (IRQ)         |
| Raúl Márquez (USA)         | 20-3           | Rival Cadeau (SEY)         |
| Orhan Delibaş (NED)        | RSCI-2 (01:45) | Chalit Boonsingkarn (THA)  |
| Ole Klemetsen (NOR)        | 14-3           | Noureddine Meziane (ALG)   |
| Robin Reid (GBR)           | 10-3           | Leonidas Maleckis (LTU)    |

### Kvartsfinaler
| Vinnare                 | Resultat      | Förlorare                  |
| Kvartsfinaler           | Kvartsfinaler | Kvartsfinaler              |
| ----------------------- | ------------- | -------------------------- |
| Juan Carlos Lemus (CUB) | 12-2          | Igors Saplavskis (LAT)     |
| György Mizsei (HUN)     | 17-3          | Fao Francis Maselino (ASA) |
| Orhan Delibaş (NED)     | 16-12         | Raúl Márquez (USA)         |
| Robin Reid (GBR)        | 20-10         | Ole Klemetsen (NOR)        |

### Semifinaler
| Vinnare                 | Resultat    | Förlorare           |
| Semifinaler             | Semifinaler | Semifinaler         |
| ----------------------- | ----------- | ------------------- |
| Juan Carlos Lemus (CUB) | 10-2        | György Mizsei (HUN) |
| Orhan Delibaş (NED)     | 8-3         | Robin Reid (GBR)    |

### Final
| Vinnare                 | Resultat | Förlorare           |
| Final                   | Final    | Final               |
| ----------------------- | -------- | ------------------- |
| Juan Carlos Lemus (CUB) | 6-1      | Orhan Delibaş (NED) |